# Бромирський Петро Гнатович
Петро Гнатович Бромирський (нар. 29 червня (11 липня) 1886, Устилуг — 1919/1920, Москва), російський художник, майстер скульптури і живопису, представник символізму.
Народився в містечку Устилуг (Волинська губернія, Україна) 29 червня (11 липня) 1886 року в бідній міщанській родині. Приїхавши в 1904 до Москви, жив в будинку психіатра Ф. А. Усольцева, де познайомився з хворим М. О. Врубелем, який став першим його наставником у мистецтві.
У 1905–1913 роках працював ліпником в майоліковій майстерні С. І. Мамонтова на керамічному заводі у Бутирської застави в Москві. Відвідував Училище живопису, скульптури та архітектури (1906–1910), де займався, зокрема, в класі П. П. Трубецького; познайомився в училищі з М. Ф. Ларіоновим. Брав участь у виставці «Блакитна троянда» (1907 рік).
1910 року подорожував з Мамонтовим по Італії. Повернувся до Москви у зв'язку з кончиною Врубеля і зняв з нього посмертну маску.
У 1914–1917 роках служив в армії. З 1917 творчо зблизився з В. М. Чекригіним. Викладав у художній школі М. І. Васильєва і Вільних художніх майстернях (з 1918 року).
Типові образи-бачення в дусі символізму «Блакитної троянди» часом з'єднуються в його аквареллю та гуашшю другої половини 1900-х років (Більярд (Смерть П'єро), приватне зібрання, Москва) з іронічним гротеском. З часом центральне значення в його живописі та графіці отримала євангельська тема (Зустріч Марії з Єлизаветою та інші малюнки кінця 1910-х років — в Третьяковській галереї).
Проявився в ці роки і як чудовий скульптор, що поєднує імпресионістичну фактуру з гострим декоративним чуттям (Дівчина з дитиною, дерево, 1905, Музей-заповідник «Абрамцево»; Кора, гіпс, 1918–1919 роки, Російський музей).
У 1919 році створив — за планом «монументальної пропаганди» — свій шедевр, пам'ятник В. І. Сурикову для Червоної площі у вигляді фігури апокаліптичного ангела з мечем і чашею в руках. Частини величезної фігури були вже виконані в матеріалі (з листового заліза, в техніці вибивання), але, так і не зібрані, зберігалися потім у музейному запаснику в Загорську, де і зникли, швидше за все, здані на металобрухт (збереглося лише кілька підготовчих малюнків і гіпсовий ескіз в архіві Міністерства культури в Сергієвому Посаді).
Помер Бромирський від епідемічного висипного тифу в Москві в грудні 1919 (чи січні 1920).